# 施洛伊瑟格伦德
施洛伊瑟格伦德（德語：Schleusegrund）是德国图林根州的市镇，隶属于希尔德布格豪森县。总面积为59.02平方千米，截至2023年12月31日总人口为2,605人。